# Ramón Germinal Bernal
Ramón Germinal Bernal Soto (n. Linares, 22 de mayo de 1924) fue un obrero metalúrgico y político socialista español.
Ingresó en el Partido Socialista Obrero Español (PSOE) durante la clandestinidad en 1944, en plena dictadura franquista. Emigró a Brasil en la década de 1950, donde fue un activo sindicalista y fundador de la Agrupación Socialista de São Paulo del PSOE y la Unión General de Trabajadores (UGT). En la década de 1960 se estableció en Francia, para regresar a España a la muerte del dictador. Fue secretario general en la provincia de Málaga del PSOE y la UGT, siendo elegido diputado al Congreso por la circunscripción electoral de Málaga en la Legislatura constituyente en 1977 y en la I legislatura. En las elecciones de 1982 y de 1986 fue senador, también por Málaga.